# علي بن محمد السمري
علي بن محمد السَّمري وهو السفير الرابع للإمام المهدي. لبث في مقام السفارة حوالي ثلاث سنوات, خلف فيها السفير الثالث الحسين بن روح النوبختي. وبوفاته عام 329 هـ. انتهت الغيبة الصغرى وبدأت الغيبة الكبرى للمهدي، يقع مرقده وسط مدينة بغداد في جانب الرصافة في جامع القبلانية.

## حياته
كما سائر السفراء، فإنّ المصادر التاريخية لم تُحدّد لنا تاريخ ولادته، وإنّما ذُكر أوّلاً كواحدٍ من أصحاب الإمام العسكري.

### لقبه
هو الشيخ الجليل علي بن محمد السمري أو السيمري أو الصيمري. والمشهور جدّاً الأول مضبوطاً بفتح السّين والميم معاً -أي السَّمَري-. والآخرين مضبوطين بفتح أوّلهما وسكون الياء وفتح الميم -أي السَّيْمَري أو الصَّيْمَري- وربما قيل بالضّم أيضاً.

### سفارته
ورد بحقّ السفراء الثلاثة الأُوَل نصوصُ صريحة بتعيينهم في منصب السّفارة، إلّا أنّه لم يرِد نصٌّ صريح بحقّ السفير الرابع علي بن محمد السمري، وإنّما يُعرف بالتّسالم والاتّفاق الذي وُجد على سفارة السّمري بين الموالين، النّاشئ لا محالة من تبليغ ابن روح عن الإمام المهدي. وإنّ مثل هذا التّسالم والاتّفاق، كانت القواعد الشعبية الموالية الإمام المهدي تعتمده وتتّبعه فيتبع في ذلك الجاهل العالم والبادي الحاضر. ووجود هذا التّسالم مأخوذٌ في التّاريخ جيلاً بعد جيل عن جيل الغيبة الصغرى، مما يُعلم بوجوده ويحرز تحقّقه بالقطع واليقين.

## بعض كراماته

### إخباره بوفاة والد الشيخ الصدوق
روى الشيخ الطوسي عن جماعة عن الحسين بن علي بن بابويه أخ الصدوق عن جماعة من أهل قم كانوا قد رحلوا حينئذٍ إلى بغداد، قالوا: كان الشيخ أبو الحسن السمري يسأل عنه فنقول له: قد ورد الكتاب باستقلاله وتحسّنه. حتّى سألنا يوماً فذكرنا له مثل ذلك فقال: آجركم الله في علي بن الحسين فقد قُبض في هذه السّاعة! قالوا: وبعد سبعة عشر أو ثمانية عشر يوماً ورد الخبر بوفاته في تلك الساعة.

### إعلانه للغيبة الكبرى
قبل أيام من وفاته، أخرج السّمري إلى الناس توقيعاً من الإمام المهدي، يعلن فيه انتهاء الغيبة الصغرى وعهد السفارة بموت السّمري، ويمنعه عن أن يوصي بعد موته إلى أحد ليكون سفيراً بعده. ويقول فيه:
”	بسم الله الرحمن الرحيم:
يا علي بن محمد السّمري! أعظم الله أجر إخوانك فيك. فإنّك ميتٌ ما بينك وبين ستة أيام، فاجمع أمرك ولا توصِ إلى أحدٍ يقوم مقامك بعد وفاتك. فقد وقعت الغيبة التامة. فلا ظهور إلّا بإذن الله تعالى ذكره، وذلك بعد طول الأمد وقسوة القلوب، وامتلاء الأرض جوراً.
وسيأتي لشيعتي من يدّعي المشاهدة، ألا فمن ادّعى المشاهدة قبل خروج السفياني والصيحة، فهو كذّاب مفترٍ. ولا حول ولا قوّة إلّا بالله العليّ العظيم.

## وفاته
بقي السفير الرابع علي بن محمد السّمري في السفارة مدّة ثلاث سنين وتوفّي عام وفاة الرّاضي نفسه، وإن عاصر خلفه المُتّقي مدّة خمسة أشهر وخمسة أيام. فتكون وفاته سنة 329 ه. وبهذه السنة تكون مرحلة السفارة والغيبة الصغرى قد خُتِمت وبدأت الغيبة الكبرى لالإمام المهدي. مضى أبو الحسن السمري في النصف من شعبان سنة 328 ه.، إلّا أنّ الشيخ الطوسي ذكر أنّ وفاته كانت سنة 329 ه.

## الخلفاء العباسيون الذين عاصرهم
عاصر السفير الرابع علي بن محمد السَّمري خلال مدة سفارته التي لم تتجاوز الثلاث سنوات اثنين من خلفاء بني العباس، وهما:
- الراضي بالله ( 937 - 940 م. / 326 هـ - 329 هـ. )
- المتَّقي لله (940/ 329 هـ. )